# Achille Souchard
Achille Souchard (Le Mans, 17 de maig de 1900 - París, 21 de setembre de 1976) va ser un ciclista francès, que fou professional entre 1924 i 1929. Va guanyar la medalla d'or als Jocs Olímpics d'Anvers de 1920 en la prova de Contrarellotge per equips, així com dos Campionats de França en ruta, el 1925 i 1926.

## Palmarès
- 1919
  - 1r a la París-Évreux
- 1920
  -  Medalla d'or en la Contrarellotge per equips dels Jocs Olímpics d'Anvers (amb Fernand Canteloube, Georges Detreille i Marcel Gobillot)
  - 1r a la París-Évreux
- 1922
  -  Campió de França en ruta amateur
  -  Campió de França de mig fons amateur
  - 1r al Gran Premi de Thizy
- 1923
  -  Campió de França en ruta amateur
  -  Campió de França de mig fons amateur
  - 1r a la París-Évreux
- 1925
  -  Campió de França en ruta
  - 1r al Giro de la província de Milà, amb Romain Bellenger
  - 1r al Critèrium dels Asos
- 1926
  -  Campió de França en ruta
  - 1r al Circuit de París
- 1929
  - 1r a la París-L'Aigle